# 陰目偵信
《陰目偵信》（英語：YUM Investigation）是一套2023年香港偵探電影，改編自同名熱門網絡小説，故事講述三個年輕人各自擁有不同的能力，成立一間專門處理靈異案件嘅偵探社「陰目偵信」，後來一個中二病刀客小太郎加入偵探社，四個人一起出任務，解決各式各樣古怪靈異案件。電影由梁國輝執導，邵劍秋、戴栢豪監製，主要演員包括香港男子組合ERROR四位成員何啟華（DeeGor）、梁業（肥仔）、郭嘉駿（193）、吳保錡（保錡），以及周家怡、譚旻萱、郭思、葛民輝、太保、羅永昌、沈震軒、黃正宜。

## 演員名單
| 演員   | 角色            |
| 何啟華 | 小太郎          |
| 梁業   | 石頭 （石仔）   |
| 郭嘉駿 | Patrick         |
| 吳保錡 | 伍伯良 （阿良） |
| 周家怡 | 阿雪            |
| 譚旻萱 | 阿源            |
| 郭思   | Cloud           |
| 葛民輝 | 紙扎陳          |
| 太保   | 濠叔            |
| 羅永昌 | 柴叔            |
| 沈震軒 | 自戀大隻佬      |
| 黃正宜 | 神婆            |
| 鄭浩南 | 刀郎            |
| 張達倫 | 地產商          |
| 李凱賢 |                 |

## 製作
2023年2月16日，本片在灣仔景賢里舉行開鏡禮，導演為2021年香港電影《怒火》執行導演梁國輝，3月2日煞科。

## 票房
電影上映一星期，票房錄得220多萬。

## 備註
1. ↑  截至2023年8月20日

## 外部連結
- 陰目偵信的Facebook專頁
- 陰目偵信的Instagram帳戶
- 陰目偵信YUM Investigate -threads （页面存档备份，存于）
- 香港影庫上《陰目偵信》的資料（繁體中文）
- 豆瓣电影上《陰目偵信》的資料 （简体中文）
- 互联网电影数据库（IMDb）上《陰目偵信》的资料（英文）